# Pleasant Hill (Karolina Północna)
Pleasant Hill – jednostka osadnicza w Stanach Zjednoczonych, w stanie Karolina Północna, w hrabstwie Wilkes.